# ۱۱۹۴ (قمری)
۱۱۹۴ (قمری)، هزار و صد و نود و چهارمین سال در گاهشماری هجری قمری است. اول محرم این سال برابر با هشتم ژانویه سال ۱۷۸۰ میلادی است.